# Coralie Trinh Thi
 (avril 2024).
Coralie Trinh Thi [kɔʁali tʁin ti] (en vietnamien : [ʈɨn˨˩˨ tʰɪj˧˧]), dite aussi simplement Coralie, née le 11 avril 1976 à Paris, est une ancienne actrice pornographique française, devenue journaliste et écrivaine.
Entre 1994 et 2000 elle joue dans une soixantaine de films pornographiques. Puis elle co-réalise avec Virginie Despentes le film Baise-moi, dont la sortie et la censure en France la projettent sur la scène médiatique. Elle publie ensuite plusieurs livres, dont un récit autobiographique, La Voie humide, une œuvre au rouge, ainsi que des guides sexuels.

## Biographie

### Jeunesse
Coralie Trinh Thi a des origines vietnamiennes par sa grand-mère maternelle dont elle emprunte le nom de jeune fille. Fille d'un hells angel qu'elle a très peu connu, elle est élevée par sa mère et grandit dans différents endroits de la région parisienne, déménageant fréquemment. Elle n'a pas passé son bac, quittant le lycée juste avant. 
Elle se fait baptiser à onze ans, à sa demande. Elle reparlera de son rapport à la religion en tant que petite fille à travers l'héroïne de son roman Betty Monde.

### Années 1990
À seize ans, elle devient « Curiste » surtout par l'album Pornography dont elle est « tombée amoureuse ». Elle commence à fréquenter assidûment les soirées gothiques parisiennes, entre autres à La Locomotive, en arborant un style vestimentaire batcave qu'elle définit comme « la tendance punk du mouvement gothique ». Elle entretient également des relations amicales avec Alejandro Jodorowsky avec lequel elle pratique le tarot.

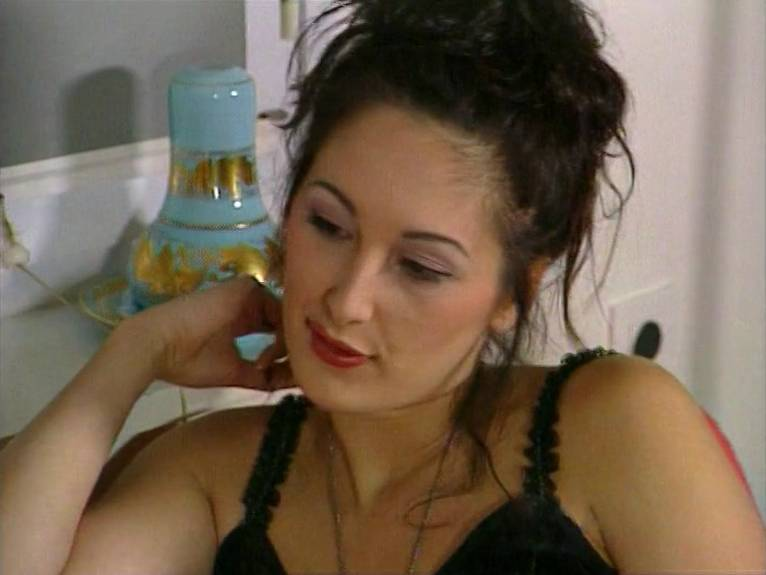
Coralie Trinh Thi dans Sextet (1997).

Après avoir posé pour des photos de charme, Coralie commence sa carrière pornographique à 18 ans dans une séquence d'Insatiables Salopes de John Love, puis dans un premier rôle dans The Tower 3, qu'elle considère comme son premier film. 
Elle a travaillé longtemps avec le magazine Hot Vidéo et a reçu le Hot d'or de la meilleure actrice européenne en 1996 pour son rôle dans La Princesse et la Pute de Marc Dorcel. Elle a également reçu le prix de la meilleure actrice française de X en 1995, le Hot d'or de la meilleure actrice européenne second rôle en 1998.
Elle a fait en 1997 une incursion dans l'industrie américaine du X en tournant à Los Angeles le film La Dictatrice, réalisé par Jim Enright.
Elle a aussi tourné dans de longs et courts métrages non pornographiques sous la direction de réalisateurs tels que Gaspar Noé, Marc Caro, Laetitia Masson, Catherine Breillat, Richard J. Thomson ou Olivier Dahan.
En 1999, elle a coréalisé le film Baise-moi à la demande de Virginie Despentes qui voulait adapter son livre. Coralie Trinh Thi a insisté sur le fait que Baise-moi, bien que comportant des scènes de sexe non simulées, n'était pas un film pornographique, car pour elle, « le porno est un film de genre à vocation masturbatoire ». À la différence de Virginie Despentes, elle rejette le terme « féministe » et préfère se dire « antisexiste ».

### Années 2000
Son premier roman Betty Monde sort en 2002. Le titre est une référence à la métamorphose de l'héroïne Élisabeth, qui abandonne la première partie de son prénom (Eli = mon dieu en hébreu) pour devenir Betty aux yeux du monde, la « bête immonde ».
Le jeu de mots sur son nom Holy Trinh Thi, (littéralement « sainte Trinh Thi » qui peut aussi être entendu comme « au lit Trinh Thi ») a inspiré le chanteur vx69 du groupe toulousain de metal industriel Punish Yourself. Il lui a dédié une chanson sur l'album Sexplosive Locomotive en 2004. Elle a scénarisé en retour une bande dessinée sur le groupe, Deep Inside Punish Yourself.
En 2007, elle publie un récit autobiographique de 781 pages intitulé La Voie humide, une œuvre au rouge et organisé autour des vingt-deux arcanes du tarot de Marseille comme autant de chapitres.
Dans un autre genre, elle écrit deux guides sexuels dans la collection Osez... de La Musardine : Osez la sodomie, paru en 2007, et Osez le cunnilingus paru en novembre 2009.
Elle est également critique rock pour le magazine Rock & Folk depuis 2000.

### Années 2010
En 2011, elle retrouve Virginie Despentes pour Bye Bye Blondie. Outre un petit rôle dans le film, Coralie Trinh Thi participe au film de diverses façons, par exemple en mettant au point la page Facebook du film.
En novembre 2013 sort son troisième guide sexuel chez la Musardine avec Osez une leçon de fellation.

## Filmographie

### Actrice

#### Pornographique (sélection)
- 1995 : The Tower 3, de Pierre Woodman.
- 1995 : Exhibitions à Paris, de Patrice Cabanel.
- 1995 : Insatiables salopes, de John Love (Alain Payet).
- 1995 : Pornovista, de Pascal Hamelin Delaunay.
- 1995 : Triple X.
- 1995 : L'Éducation de Coralie, de Lorenzo Pellegrino.
- 1995 : Les Fesses, de Cyril Laffitau (à l'origine appelé K72Q).
- 1995 : Confessions secrètes : Reality Chaud 3 le libertinage, de Francis Leroi.
- 1995 : Confessions secrètes : Reality Chaud 4 les partouzes, de Grégory Colmax.
- 1996 : Le Désir dans la peau, de Marc Dorcel.
- 1996 : La Princesse et la Pute, de Marc Dorcel.
- 1996 : Chantier interdit au public, de John Love.
- 1996 : Voyance sextra-lucide, de J. J. Mezori.
- 1997 : Les Nuits de la présidente d'Alain Payet
- 1997 : Kama-Sutra de J. J. Mezori.
- 1997 : Cyberix, de John B. Root.
- 1997 : Paris Chic, de Andrew Blake.
- 1997 : La Dictatrice, de Jim Enright.
- 1997 : La Malédiction du château, de Max Bellocchio.
- 1998 : Une américaine à Paris, de Kris Kramsky.
- 1998 : Exhibition 99, de John B. Root
- 1999 : Hotdorix, de John Love (Alain Payet).
- 1999 : Le Principe de plaisir, de John B. Root.
- 2000 : Pure Sex : Episode Two.
- 2000 : Pure Masturbations.
- 2000 : Harcèlement au féminin.
- 2002 : 100% Blowjobs 8.

#### Traditionnelle
- 1995 : En avoir (ou pas), de Laetitia Masson.
- 1996 : Parfait Amour !, de Catherine Breillat (Sous le pseudonyme de « Coralie Gengenbach »).
- 1997 : Exercise of Steel, de Marc Caro, court-métrage de 4 minutes, réalisé dans le cadre d'une campagne de prévention contre le Sida.
- 1998 : Terror of Prehistoric Bloody Creature from Space, de Richard J. Thomson.
- 1998 : Déjà mort, d'Olivier Dahan.
- 1998 : Sombre, de Philippe Grandrieux.
- 1998 : Sodomites, de Gaspar Noé, court métrage.
- 2012 : Bye bye Blondie, de Virginie Despentes

### Réalisatrice
- 2000 : Baise-moi (coréalisatrice avec Virginie Despentes).

## Publications
- Betty Monde, Au diable vauvert, (2002)  (ISBN 978-2-84626-037-4).
- Deep Inside Punish Yourself, une bande dessinée écrite par elle-même, dessinée par Aleksi Briclot, Isha, ΠRO, Denis Grrr et Daniel Ballin, Éditions K-ïnite, (2004)  (ISBN 2-915551-02-2). (Cette bande dessinée a pour personnages principaux les membres du groupe toulousain Punish Yourself).
- La voie humide, une œuvre au rouge, Au diable vauvert, (2007)  (ISBN 978-2-84626-123-4).
- Osez la sodomie, La Musardine, coll. « Osez », (2007)  (ISBN 2842712978).
- Osez le cunnilingus, La Musardine, coll. « Osez », (2009)  (ISBN 978-2842713027)
- Osez une leçon de fellation, La Musardine, coll. « Osez », (2013)  (ISBN 978-2842719036)

## Distinctions
- Hot d'or de la meilleure actrice européenne 1996
- Prix du X européen de la meilleure actrice française 1996
- Hot d'or de la meilleure actrice européenne dans un second rôle 1998
- Hot d'or d'honneur 2009